# Мерит Ајланд (Флорида)
Мерит Ајланд (енгл. Merritt Island) насељено је место без административног статуса у америчкој савезној држави Флорида.

## Демографија
По попису из 2010. године број становника је 34.743, што је 1.347 (-3,7%) становника мање него 2000. године.
| Група             | 2000.          | 2010.          |
| Белци             | 31.565 (87,5%) | 29.241 (84,2%) |
| Афроамериканци    | 1.918 (5,3%)   | 1.696 (4,9%)   |
| Азијати           | 597 (1,7%)     | 781 (2,2%)     |
| Хиспаноамериканци | 1.381 (3,8%)   | 2.129 (6,1%)   |
| Укупно            | 36.090         | 34.743         |